# Nuzi

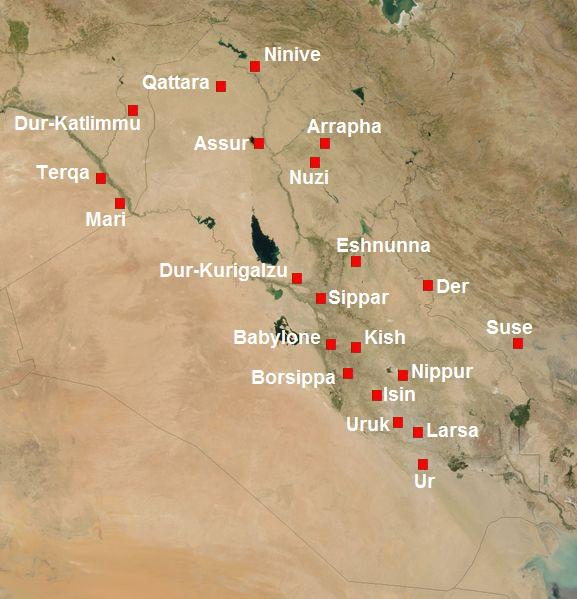
Karte Mesopotamiens im 2. Jahrtausend v. Chr. mit den bedeutendsten Städten

Nuzi (genauer Nuzu, auch Ga-Sur) war eine antike hurritische Kleinstadt im Königreich Arrapḫa, die heute den Siedlungshügel (Tell) Jorgan Tepe bildet, einen Teil Kirkuks. Sie liegt im heutigen Irak östlich des Tigris und südöstlich von Ninive.

## Fundgeschichte
Seit dem Beginn des 19. Jahrhunderts wurden auf dem Kunstmarkt Tontafeln aus der Umgebung von Kirkuk gehandelt, die von den örtlichen Bauern ausgegraben worden waren. Auf der Suche nach dem Ursprung dieser Tafeln entdeckte im Jahr 1925 Edward Chiera Nuzi/Jorgan Tepe, damals 16 km südwestlich von Kirkuk, und begann mit Ausgrabungen, gemeinsam mit dem Archäologischen Museum in Bagdad und den American Schools of Oriental Research, Chicago, die dann durch Robert H. Pfeifer, Richard F. S. Starr, der Harvard University und dem University of Pennsylvania Museum of Archaeology and Anthropology in Philadelphia fortgeführt wurden.

## Topographie
Nuzi enthielt einen königlichen Palast, der einem šakin bīti unterstand. Dort war unter anderem ein königlicher Harem untergebracht, die oberste Palastdame führte den Titel Königin. In der mit einer Mauer umgebenen Oberstadt befand sich der Palastkomplex, der auch ein Lagerhaus, einen Tempel der Šauška und des Nergal und Magazine umfasste. Dort befanden sich aber auch Privathäuser. Eine Unterstadt (adaššu) ist archäologisch nachgewiesen. Vorsteher der Stadt war ein ḫazannu.

## Archive
Der Palast von Nuzi enthielt umfangreiche Archive mit insgesamt etwa 20.000 Tontafeln. Sie sind in Akkadisch geschrieben, aber enthalten hurritische Lehnwörter mit deutlichen Hinweisen auf die hurritische Muttersprache der Schreiber, die wohl auch von der Bevölkerung hauptsächlich verwendet wurde.
Private und staatliche Archive enthielten rechtliche, geschäftliche und verwaltungstechnische Urkunden. Die Keilschrift-Tafeln geben zahllose Einzelheiten zum Leben in mittelbabylonischer Zeit, unter anderem zu Rechtsangelegenheiten wie Adoption, Eheschließung, Erbrecht und Testament und zum Finanzsystem (zum Beispiel kannte man schon das System der Ratenzahlung).
Dort fand man auch die älteste Kartendarstellung auf einer Tontafel, die in die Akkad-Zeit (ca. 2340–2200 v. Chr.) datiert werden kann. Auf der 7,5 cm × 6,5 cm großen Tontafel sind Berge, der Fluss Rahium mit seinen Zuflüssen und Städte eingezeichnet. Hauptthema der Karte dürfte wohl der in der Mitte bezeichnete Landbesitz von/des Azala sein. Am oberen (Osten) und unteren Rand (Westen) ist die Tafel mit der Bezeichnung von Himmelsrichtungen versehen. Durch die vorhandenen Städte (zum Beispiel Dur-ebla) ist gesichert, dass die Karte die nähere Umgebung von Nuzi wiedergibt.
Frühere Annahmen einer direkten Verbindung zu biblischen Texten, zum Beispiel Testamenturkunden als Vergleich mit den Teraphim Gen 31, konnten nach eingehenden Untersuchungen nicht bestätigt werden; wohl aber bieten die Nuzi-Texte eine Dokumentation von Rechtspraktiken in Mesopotamien, die biblische Rechtstexte und biblische Praktiken verständlich machen.
Spezielle Rechtsformen, die nur in Nuzi vorkamen, stellen die unechten Kauf- und Immobilien-Adoptionen dar. Hintergrund dieser Verträge war der Versuch, eine Klientenbeziehung zwischen dem begüterten Adoptierten und den finanziell in Not geratenen Adoptanten herzustellen. Der Adoptant bewirtschaftete das ihm übergebene Feld und leistete im Gegenzug eine Abgabe vom Ernteertrag. In Nuzi wurden teilweise Töchter als Söhne adoptiert, um den Ahnenkult und den Kult der Familiengötter (ilāni, kišpu) sicherzustellen.

## Geschichte
Die ältesten Funde stammen aus der Halaf-Zeit. In mittelbabylonischer Zeit gehörte Nuzi zum Königreich Arrapḫa und wurde ca. 1350 v. Chr. von den Assyrern und den Babyloniern erstmals zerstört (Stratum II). Um 900 v. Chr. wurde Nuzi unter Adad-nirari II. dem assyrischen Reich angegliedert. 615 v. Chr. wurde es von den Medern erneut zerstört.